# Yamaha XVZ 1200 Venture
Yamaha XVZ 1200 Venture je motocykl japonského výrobce motocyklů Yamaha, kategorie cestovní motocykl.

## Historie
Výroba modelu Yamaha XVZ 1200 Venture byla zahájena v roce 1983 a trvala do roku 1988, dále do roku 1993 byl vyráběn model Yamaha XVZ 1300 Venture. Motor se zvýšeným výkonem byl převzat i do modelu Yamaha V-Max 1200. V době vzniku byl velkým konkurentem tehdy jen čtyřválcové Hondy Goldwing.

## Technické parametry (model 1984)
- Suchá hmotnost:
- Pohotovostní hmotnost: 325 kg
- Rám:
- Druh kol: litá
- Nejvyšší rychlost: 192 km/h
- Spotřeba paliva:

## Galerie

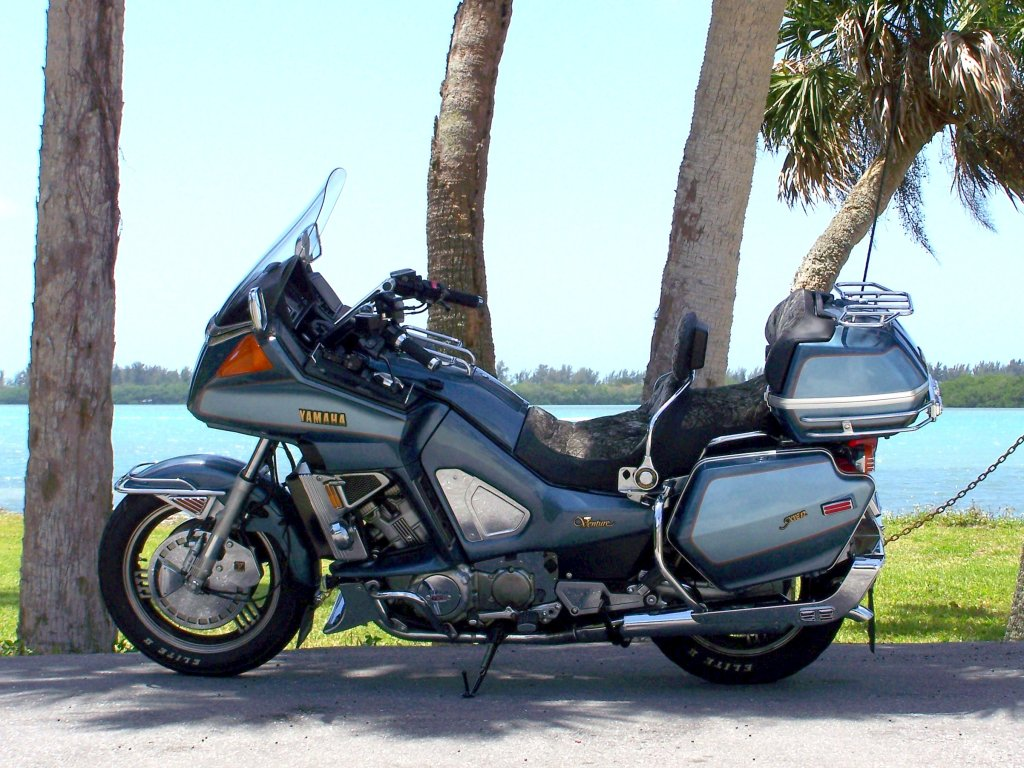
Yamaha XVZ 1200 Venture (1984)
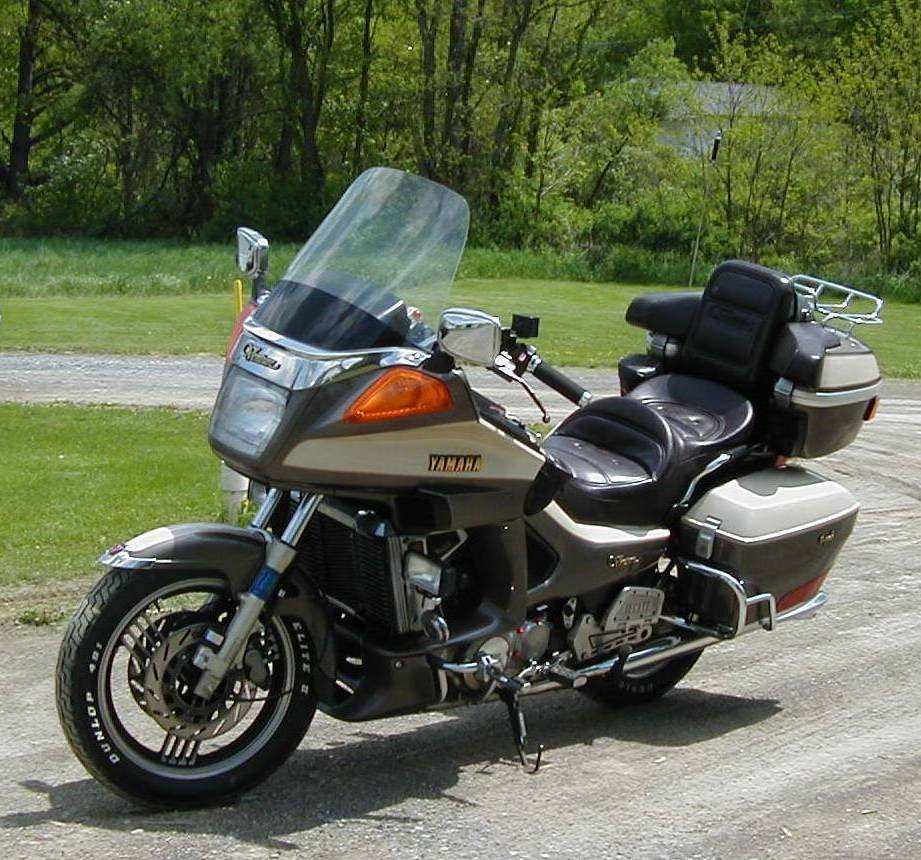
Yamaha XVZ Venture Royale (1987)
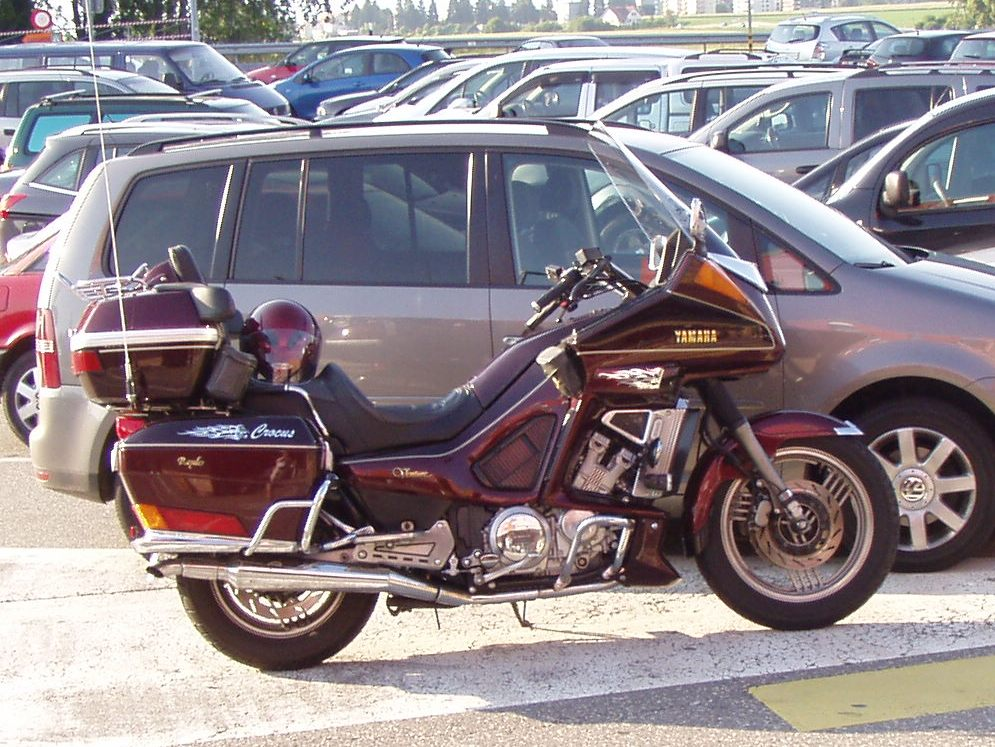
Yamaha XVZ Venture